# Blockkondensator
Blockkondensator (auch Abblockkondensator, Abklatschkondensator oder Stützkondensator) bezeichnet in der Elektrotechnik einen Kondensator, der in einer Schaltung die Betriebsspannung an lokalen Schaltkreisen aufrechterhält. Die Betriebsspannung bricht  bei Schaltvorgängen impulsartig ein. Diese werden durch den Kondensator aufgefangen bzw. blockiert, indem er Energie aufnimmt oder zuvor gespeicherte Energie abgibt und so gegen Spannungseinbrüche schützt. Im Vergleich mit anderen Arten der Energiespeicherung schneidet der Kondensator besonders ungünstig ab, ist jedoch im Vergleich zu anderen Speichern wesentlich schneller in der Aufnahme bzw. Abgabe seiner Ladung.

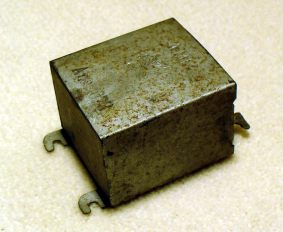
Historischer MP-Blockkondensator aus dem Jahr 1923 in der Baugröße 50 mm × 45 mm × 35 mm. Der Kondensatorblock ist aufgebaut aus geschichteten und mit Paraffin getränkten Papierfolien, die mit dünnen Metallfolien (Aluminium) belegt sind.

Als Blockkondensator wird auch ein Kondensator bezeichnet, der die einer Gleichspannung überlagerten Wechselspannungen gegen Masse ableitet, unerwünschte Frequenzen gewissermaßen blockiert.
Kondensatoren wurden zu Beginn der Industrialisierung schon im 19. Jahrhundert benötigt. In der Telegrafie verwendete man Kondensatoren zur Siebung unerwünschter Störungen auf den Leitungen. Auch in den aufkommenden Telefonanlagen benötigte man Kondensatoren „im Speisekreis von Zentral-Batteriestationen, um die durch die Batterie-Ladeapparate hervorgerufenen Störungen, wie Summen und andere Geräusche, fernzuhalten“ (Originaltext, 1912). 
Etwa ab 1850 wurde Glimmer, ein natürlich vorkommendes Mineral, in Scheiben geschnitten als Isolator für Kondensatoren verwendet. Papierkondensatoren mit Metallfolienbelägen sind seit 1876 bzw. 1900 in Gebrauch. Diese waren schon bedeutend kleiner als Glimmerkondensatoren mit gleicher Kapazität. Da beide Kondensatorarten als quaderförmige „Blöcke“ hergestellt wurden und in Gleichstromkreisen die überlagerten Wechselspannungen gegen Masse ableiteten, sie gewissermaßen „blockierten“, lag es nahe, diese Fähigkeit dieser Blockkondensatoren „abblocken“ zu nennen. Der Begriff „abblocken“ wird auch heute noch für Schaltungen mit Kondensatoren verwendet, die unerwünschte Störungen unterdrücken, die Störfrequenzen sozusagen „sieben“. 

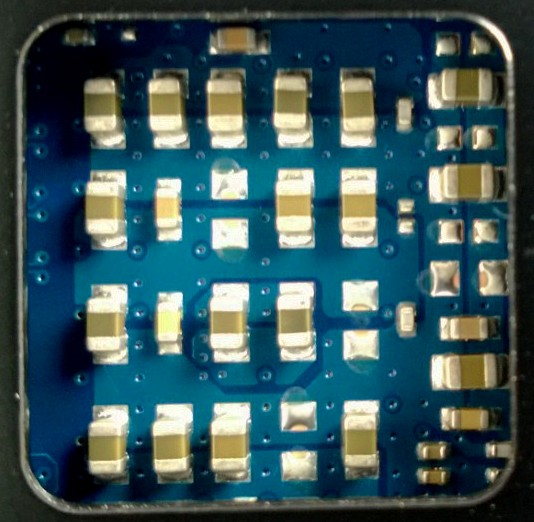
Blockkondensatoren in SMD-Technik unter dem Sockel FM1 auf einer PC-Hauptplatine

Bei analogen Schaltungen verringern Blockkondensatoren Verzerrungen, bei digitalen Schaltungen verhindern sie Fehlfunktionen und bei Prozessoren und Mikrocontrollern den Brownout.